# Hylodes
Genre
Synonymes
- Enydrobius Wagler, 1830
- Elosia Tschudi, 1838
- Scinacodes Fitzinger, 1843

Hylodes est un genre d'amphibiens de la famille des Hylodidae.

## Répartition
Les 26 espèces de ce genre sont endémiques du sud-est du Brésil.

## Liste des espèces
Selon Amphibian Species of the World (10 juin 2017) :
- Hylodes amnicola Pombal, Feio, & Haddad, 2002
- Hylodes asper (Müller, 1924)
- Hylodes babax Heyer, 1982
- Hylodes caete Malagoli, Sá, Canedo, & Haddad, 2017
- Hylodes cardosoi Lingnau, Canedo, & Pombal, 2008
- Hylodes charadranaetes Heyer & Cocroft, 1986
- Hylodes dactylocinus Pavan, Narvaes, & Rodrigues, 2001
- Hylodes fredi Canedo & Pombal, 2007
- Hylodes glaber (Miranda-Ribeiro, 1926)
- Hylodes heyeri Haddad, Pombal, & Bastos, 1996
- Hylodes japi Sá, Canedo, Lyra, & Haddad, 2015
- Hylodes lateristrigatus (Baumann, 1912)
- Hylodes magalhaesi (Bokermann, 1964)
- Hylodes meridionalis (Mertens, 1927)
- Hylodes mertensi (Bokermann, 1956)
- Hylodes nasus (Lichtenstein, 1823)
- Hylodes ornatus (Bokermann, 1967)
- Hylodes otavioi Sazima & Bokermann, 1983
- Hylodes perere Silva & Benmaman, 2008
- Hylodes perplicatus (Miranda-Ribeiro, 1926)
- Hylodes phyllodes Heyer & Cocroft, 1986
- Hylodes pipilans Canedo & Pombal, 2007
- Hylodes regius Gouvêa, 1979
- Hylodes sazimai Haddad & Pombal, 1995
- Hylodes uai Nascimento, Pombal, & Haddad, 2001
- Hylodes vanzolinii Heyer, 1982

## Taxinomie
Le genre Elosia a été placé en synonymie avec Hylodes par Steindachner en 1865 et le genre Scinacodes par Cochran en 1955 ; Enydrobius est un nom de substitution superflu.

## Publication originale
- Fitzinger, 1826 : Neue classification der reptilien nach ihren natürlichen verwandtschaften. Nebst einer verwandtschafts-tafel und einem verzeichnisse der reptilien-sammlung des K. K. zoologischen museum's zu Wien, p. 1-67 (texte intégral).